# آتیلیو لامبرتینی
آتیلیو لامبرتینی (ایتالیایی: Attilio Lambertini; ۳ ژوئن ۱۹۲۰ – ۲۵ دسامبر ۲۰۰۲) دوچرخه‌سوار اهل ایتالیا بود.